# Pipistrellus endoi
Pipistrellus endoi (Imaizumi, 1959) è un pipistrello della famiglia dei Vespertilionidi endemico del Giappone.

## Descrizione

### Dimensioni
Pipistrello di piccole dimensioni, con la lunghezza della testa e del corpo tra 40,7 e 49 mm, la lunghezza dell'avambraccio tra 30,2 e 33,8 mm, la lunghezza della coda tra 29,5 e 39,6 mm, la lunghezza del piede tra 6,5 e 8,3 mm, la lunghezza delle orecchie tra 10,3 e 12,6 mm.

### Aspetto
La pelliccia è lanosa. Il colore generale del corpo è bruno-rossastro lucido. Il muso è nerastro, con le narici prive di peli e il setto nasale largo. Le orecchie sono corte, con una concavità sul bordo posteriore appena sotto la punta arrotondata. L'antitrago è piccolo, il trago è spatolato, con l'estremità arrotondata e leggermente curvato in avanti. Le membrane alari sono nerastre e attaccate posteriormente alla base dell'alluce. La punta della lunga coda si estende per circa un millimetro oltre l'ampio uropatagio. Il calcar è lungo, carenato e con un lobo terminale.

## Biologia

### Comportamento
Si rifugia nelle cavità degli alberi e probabilmente anche all'interno di grotte.

### Alimentazione
Si nutre di insetti.

## Distribuzione e habitat
Questa specie è conosciuta soltanto in nove prefetture delle isole giapponesi di Honshū e Shikoku.
Vive nelle foreste mature decidue tra 100 e 1.500 metri di altitudine.

## Conservazione
La IUCN Red List, considerato l'areale limitato e seriamente frammentato, il declino nell'estensione e nella qualità dell'habitat forestale, classifica P. endoi come specie in pericolo di estinzione (Endangered).